# 大谷たらふ
大谷 たらふ（おおたに たらふ、本名:大谷太郎、1977年 - 、男性）は、日本の映像作家、アニメーター。東京都出身。

## 来歴・人物
幼少時から絵が好きだったため、絵を描く仕事がしたいと思っていた。しかし、芸術職に対して周囲から反対を受け、芸術系の大学へは進学せず、理系の大学へ進学。
学生生活において、平日は実験とレ大谷太郎ポートに追われ、休みはその頃沼にハマっていた競技スキーのために雪山にこもるという生活をしつつも、絵を描くことは続けていた。
2004年、音楽家やプログラマーと共に作家集団「6nin」として活動を始めた。この活動を通して、国内外での作品上映、テレビ、PV、CM、展示用映像など、様々な映像制作に携わる。
大学を卒業後、チームでの作家活動を続けながら、軌道に乗るまでの数年は円谷プロダクションでCGチームの契約スタッフとして働いていた。「6nin」のチーム解散後、難病になったことをきっかけにフリーランスのアニメーション作家としての道を選ぶ。
近年は、抽象的な表現や音を軸にした作品を主に制作しており、NHKの音楽番組「みんなのうた」、「おかあさんといっしょ」などの子供番組のアニメーションやミュージックビデオを手掛けている。
武蔵野美術大学油絵学科非常勤講師。第21回文化庁メディア芸術祭アニメーション部門優秀賞受賞。

## 主な作品

#### アニメーション
名曲アルバム+（プラス）
- イパネマの娘

みんなのうた
- ◆は、5分間1曲枠の楽曲（ロングのうた）。
- さよならプラスティックワールド / Perfume（2022年4月・5月放送）
- クリームで会いにいけますか / ずっと真夜中でいいのに。（2025年4月・5月放送）

おかあさんといっしょ
- じゃくじゃくあまのじゃく（2014年）
- うちゅうにムチュー（2020年）
- だいじなともだち（2024年）

いないいないばあっ!
- ミラーミー（2020年）

シナぷしゅ
- あめあめフレー（2021年）
- シロクマ・トコナツ・クリスマス（2022年）

#### ミュージックビデオ
- 木村カエラ「ベーチェットがファミレド（ファミレド）」（2008年） - eyeVioミュージックビデオ トライアウト（eMVT）Vol.1応募作品
- 古内東子「透明」（2011年） - 西本浩介との共同制作
- GOING UNDER GROUND「さよなら僕のハックルベリー」（2011年） - 高橋昂也との共同制作
- 栗コーダーカルテット「足」（2011年） - 野村辰寿監督と8人のアニメーターによる共同制作
- Serph「feather（overdrive version）」（2016年）
- yuichi NAGAO「ハルモニア feat. Makoto」（2017年）
- BUMP OF CHICKEN「記念撮影」（2017年） - 林響太朗監督と多くのアニメーターによる共同制作
- Serph「sparkle」（2018年）
- amiinA「sign」（2018年）
- 原田知世「コトバドリ」（2019年）
- Serph「Citrus」（2020年）
- 須田景凪「MUG」（2020年）
- 大森元貴「メメント・モリ」（2021年） - リリックビデオ
- サンボマスター「ヒューマニティ!」（2021年）
- Serph「Banana Bread Pudding（Spring Scenery）」（2022年）
- Serph「lucy far」（2022年）
- TEMPLIME・星宮とと「Mind Replacer」（2024年）
- Mrs. GREEN APPLE「ANTENNA」（2024年）
- いきものがかりmeets「茜色の約束（TOMOO）」（2024年）
- 立川翼「梅ふわり」（2024年）
- BUMP OF CHICKEN「飴玉の唄」（2024年）
- 赤松隆一郎「海月」（2024年）

#### ライブスクリーン映像・ステージ演出
- ふくろうず『さよなら渡り鳥ツーマン』（2017年3月18日 - 19日）（ライブスクリーン映像）
- ふくろうず『さらば！プラネタ銀河ツアー』（2017年 イースト編 6月3日 ウエスト編 6月24日）（ライブスクリーン映像）
- Serph『Serph × NETWORKS』（2019年8月25日）（ステージ演出）
- Serph『オンラインフェス Secret Sky』（2021年4月24日）（ステージ演出）

#### テレビアニメ
2024年
- 神之塔 -Tower of God- 工房戦（エンディング監督・エンディングアニメーション）

#### 劇場アニメ
2020年
- 映画ドラえもん のび太の新恐竜（原画、オープニングアニメーション・進化パート作画・作画）

2021年
- 劇場版オトッペ パパ・ドント・クライ（オープニングアニメーション・2Dパート作画）

2024年
- 映画ドラえもん のび太の地球交響楽（オーケストラシーン作画）

#### その他
- white nightmare（2008年）
- つなぐ（2009年）
- 指のすきまちゃん（2009年）
- ミカン仕掛けの07時00分（2009年）
- ヤマハ音楽教室「チクタクポルカ」（2010年） - 教材用DVD「るるるぷっぷる」内に収録
- ちょう使いまわし（2010年）
- Truncation / 端っこ（2011年）
- NHK BSプレミアム「BS歴史館」（2011年）（アニメパート）
- strawberry and octopus（2011年）
- NHK Eテレ「東北発☆未来塾」（2012年 - 2017年）（オープニングアニメーション）
- NHK BSプレミアム「80年後のKENJI　～宮沢賢治21世紀映像童話集～」『黄色のトマト』（2013年）（アニメーション・VFX）
- NHK Eテレ「先人たちの底力 知恵泉」（2012年 - ）（番組内イラスト・アニメーション）
- フジテレビ「THE LAST AWARD」『フジテレビの１日の終わりに流す１分の映像』（2013年）
- NHK Eテレ「地球イチバン」（2013年）（番組内イラストアニメ）
- NHK Eテレ「ハートネットTV」（2014年）（番組内アニメーション）
- NHK BSプレミアム「よみがえる江戸城＋Q」『家光くん』（2014年）（アニメーション）
- NHK Eテレ「100分de名著」（2014年 - 2017年）（番組内アニメーション）
- NHK Eテレ「アンネのことば」（2015年）（アニメーション）
- NHK BSプレミアム「名盤ドキュメント」『太田裕美“心が風邪をひいた日” 〜名曲“木綿のハンカチーフ”誕生の秘密〜』（2017年）（番組内アニメーション）
- NHK Eテレ「シリーズ　欲望の経済史」（2018年）（番組内アニメーション）
- 白河小峰城「fukushimaさくらプロジェクト はるか2018 ～戊辰の風 花の雲～ 会津若松篇 / 白河篇」（プロジェクションマッピングアニメーション）
- NHK Eテレ「きみと食べたい」（2021年 - ）（番組内アニメーション）
- POLA「B.A grandluxe ブランドムービー」（2024年） - 辻川幸一郎ディレクターと9人のアニメーション作家による共同制作
- 銀魂「ハローアゲイン！」（2024年） - 『生誕20周年記念 銀魂展 ～はたちのつどい～』で上映
- NHK Eテレ「ETV特集」『シリーズ日本人と東大 第1回 エリートの条件』（2025年）（タイトルバック映像）

### 絵本
- メメント・モリ(大森元貴・文)(2021年9月15日)(KADOKAWA)

### その他
- こども図工教室 YAKKE 4月教室「ワクワク図工BOOK」『恐竜の化石当てクイズ』（2020年）（イラスト）
- 須田景凪「はるどなり」（2020年）（CDジャケット）
- dearCricke「ハーブティー」(2022年）（イラスト）

## 受賞・受章
eyeVioミュージックビデオ トライアウト（eMVT）
- Vol.1（2008年） - 日本音楽映像制作者協会賞『ベーチェットがファミレド（ファミレド）』

NHKミニミニ映像大賞
- 第6回（2008年） - ベストテクニカル賞『white nightmare』

Digiconホワイトサカス映像コンテスト
- （2008年） - 優秀賞『つなぐ』

デジタル・スタジアム
- （2009年） - 野村辰寿セレクション/上半期・中谷セレクション『指のすきまちゃん』

TBS DigiCon6×CITIZEN 赤坂サカス 時報コンテスト
- （2009年） - 受賞『ミカン仕掛けの07時00分』

3DCG AWARDS
- （2010年） - 優秀賞『ちょう使いまわし』

YouTube Video Awards アニメ部門
- （2010年） - ノミネート『ちょう使いまわし』

TBS DigiCon6Awards
- （2011年） - 奨励賞『Truncation / 端っこ』

フェスト・アンチャ国際アニメーション映画祭 ミュージックビデオ部門
- 第10回（2017年） - ノミネート『feather（overdrive version）』
- 第13回（2020年） - ノミネート『sign』

LINOLEUM Festival
- 第12回（2017年） - ノミネート『feather（overdrive version）』
- 第15回（2020年） - ノミネート『Citrus』

CutOut Fest ミュージックビデオ部門
- （2017年） - ノミネート『feather（overdrive version）』
- （2024年） - 審査員賞受賞『Mind Replacer』

文化庁メディア芸術祭アニメーション部門
- 第21回（2018年） - 優秀賞『ハルモニア feat. Makoto』

アニマシロス国際アニメーション映画祭
- 第11回（2018年） - ノミネート『sparkle』

Northwest Animation Festival
- （2018年） - ノミネート『feather（overdrive version）』

ロサンゼルスアニメ映画祭
- 第2回（2018年） - 最優秀デザイン賞2位受賞『sparkle』

ひろしまアニメーションシーズン 日本依頼作品コンペティション
- 第3回（2024年） - 川村真司賞『Mind Replacer』

新千歳空港国際アニメーション映画祭 ミュージックアニメーションコンペティション部門
- 第11回（2024年） - 入賞『Mind Replacer』

吉祥寺国際アニメーション映画祭
- 第19回（2024年） - ノミネート『Mind Replacer』